# 阳宗海

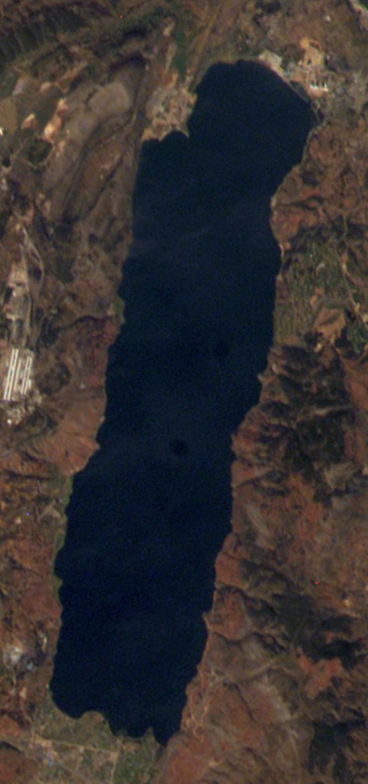
阳宗海卫星照片（2007年）

阳宗海古称明湖，又名大泽、铁池、汤池、大池，位于中国云南省中部，地跨昆明市呈贡区、宜良县和澄江县三个区县，属高原断陷湖泊，是云南省的第三大深水湖泊。因湖水清澈，深碧如明镜，故称“明湖”，“阳宗”一名源自大理国时期在此设的强宗部（后讹传作“阳宗”）。湖面海拔1770.75米，面积31.68平方公里，平均水深19.5米，最深处30米，蓄水量6.17×108立方米。是云南省九大高原湖泊之一，为沿湖周边地区居民生活用水的重要水源和集工农业生产、渔业、旅游业等产业发展为一体的多功能性湖泊。

## 概况
阳宗海是小江断裂带西支因受左旋拉张的应力作用断陷而形成，属于珠江水系。整个湖泊形似草鞋，东西两岸为陡峭平直的基岩侵蚀湖岸，南部为堆积湖岸。明代以前，湖泊与东北部经一条小沟出流，湖水位稳定。明洪武二十九年（1396年），开凿汤池渠，导湖水经摆衣河进宜良坝子灌溉农田，匯入南盤江。嘉靖四十年（1562年）又对汤池渠进行疏浚加深，在宜良坝子中修建文公渠。从此阳宗海成为了汤池、宜良两坝区主要的灌溉水源，水位逐渐下降。后修建了从摆依河向阳宗海补水的人工渠道，全长2.8千米，每年向阳宗海补水2000万立方米，约占阳宗海河道补水总量的35%（另外的补水水源为阳宗河，约为60%）。因有摆依河人工补水，故有时也将阳宗海视为水库。
阳宗海湖区属亚热带高原季风气候，年均气温14.5℃，年均降水量963.5毫米。湖水依赖地表径流和湖面降水补给，集水区面积192平方千米。主要入湖河流为阳宗河。水产资源丰富，特有阳宗金线魮、阳宗白鱼、阳宗海云南鳅、短尾长身鱊等经济鱼类。
阳宗海景色秀丽，“明湖澄碧”在明、清时被列为阳宗四景之一。东北岸的汤池有温泉。现阳宗海已成为昆明至石林旅游线中的一处旅游景点。2009年设立了昆明阳宗海风景名胜区管理委员会，管辖范围为呈贡县七甸乡、宜良县汤池镇、澄江县阳宗镇3个乡（镇）38个村委会。总面积约546平方公里，人口约9.2万人。
陽宗海湖畔於1998年建立了一個名為「春城湖畔度假村」的高爾夫球度假俱樂部，佔地7500畝，分別於2004、2005、2007年被《亞洲高爾夫月刊》評為亞洲最佳高爾夫度假村。
阳宗海地区交通便利，324国道和昆石高速公路分别经过北、南两岸，南昆铁路从湖西经过。湖滨北侧建有阳宗海电厂。

## 砷污染
自2008年6月起，阳宗海水体砷浓度呈上升趋势，导致水质迅速恶化，从原本的Ⅱ类水质急剧下降为劣Ⅴ类水质。针对这一情况，云南省环保局组织了有关部门和专家进行调查，最终确定位于阳宗海西南岸澄江县阳宗镇潭葛营村的云南澄江锦业工贸有限公司是造成此次环境污染的主要责任单位，7月15日该公司被责令停产。9月12日，云南省政府宣布阳宗海实施“三禁”（禁渔、禁饮、禁泳），至2011年6月22日“三禁”才被解除。
针对阳宗海砷污染事件，2011年底，昆明市政府通过了《阳宗海流域水污染防治“十二五”规划》，提出到2015年，阳宗海的水质应稳定在Ⅲ类，力争达到Ⅱ类水质，同时要求主要入湖河流保持Ⅲ类水质或以上。
经过两期砷污染治理，湖水中砷的平均浓度有所下降，但到2019年仍未达到国家生活饮用水卫生标准。在治理过程中，主要采用了喷洒三氯化铁絮凝剂的方法来降低湖水中的砷浓度。然而这种治理方式可能导致沉积物成为砷污染的高蓄积体和二次污染源，存在二次释放风险。底泥中的污染物释放还可能导致水体出现季节性波动，对湖泊生态系统产生直接或间接的毒性影响。